# Szymsia Bajour
Szymsia Bajour (né le 4 avril 1928 à Nasierowo Górne, Pologne, décédé le 8 février 2005 à Buenos Aires, Argentine) est un violoniste polono-argentin qui a fait carrière dans la musique classique et populaire dans le répertoire du tango où il était connu sous le nom de Simón Bajour.

## Biographie
Szymsia Bajour commence ses études au Conservatoire national de Varsovie. Dans son enfance, Bajour a suivi les cours de violon de William Kryshtal à Varsovie et, à l'âge de neuf ans, il a joué le concerto pour violon de Mendelssohn avec l'orchestre du Conservatoire de Varsovie sous la direction de son professeur. Il s'installe en 1937 en Argentine avec sa famille qui a émigré avec lui. Au début des années 1940, il se produit à Buenos Aires avec différents orchestres dans les cafés et les boîtes de nuit de la ville. En 1945, il devint membre de l'orchestre de Roberto Dimas, puis de l'orchestre d'Edgardo Donato, dont le chanteur était à l'époque Roberto Beltrán. Il joue avec Florindo Sassone, se produit avec Roberto Caló, Leo Lipesker et Natalio Finkelstein dans la Confitería Nobel, ainsi qu'avec Carlos Demaría, Lázaro Lipesker et Manolo Sucher.
En 1950, Bajour devient membre de l'orchestre Carlos di Sarli. Celui-ci a duré jusqu'en 1955 et Bajour a enregistré plusieurs titres avec lui en tant que soliste (entre autres A la gran muñeca et El amanecer). Lorsque Carlos di Sarli fonda un nouvel orchestre, il engagea plusieurs violonistes de la Sinfónica Nacional : outre Bajour, qui en faisait partie depuis 1949, Carlos Sampedro, Saúl Michelson et Elías Slon, ainsi qu'Elvino Vardaro, Carlos Arnaiz, Antonio Rossi et Juan Scaffino. Parallèlement, Bajour se produit régulièrement sur Radio El Mundo (entre autres en 1957 avec di Sarli, Joaquín Do Reyes, Alberto Mancione et Miguel Caló) et fait partie de Los Astros del Tango, dirigés par Argentino Galván.
En 1959, il se sépare de di Sarli pour participer au festival de la jeunesse à Vienne. C'est là qu'il reçut une invitation d'Osvaldo Pugliee pour une tournée en Union soviétique et en Chine.
À son retour en Argentine en 1960, il devient membre du premier quintette d'Astor Piazzolla avec Jaime Gosis, Kicho Díaz et Horacio Malvicino, et a enregistré la première version d' Adiós Nonino en 1960. Il a été le premier violon de Los Solistas de Buenos Aires ainsi que des orchestres de tango de Osvaldo Pugliese, Carlos di Sarli, Atilio Stampone, Leopoldo Federico Federico et Miguel Caló.
Après avoir enregistré les parties de violon du premier LP du quintette pour le film Quinto Año Nacional, Bajour, qui était membre du parti communiste, partit pour Cuba où il devint membre de l'orchestre symphonique national. En 1963, David Oistrakh l'invite à Moscou pour un séjour d'études qui durera jusqu'en 1965. Il retourne ensuite en Argentine, où il ne joue toutefois que dans de petites formations de musique de chambre et à enseigner. Avant cela, il avait étudié avec Ljerko Spiller à Buenos Aires. 
Il a débuté à l'Orquesta Sinfónica Nacional et a été pendant dix ans premier violon de l'Orquesta Estable del Teatro Colón. Il a travaillé avec l'Orchestre symphonique de La Havane entre 1961 et 1967, puis avec l'Orquesta de Jóvenes Músicos de la Argentina, l'Universidad Nacional de San Juan (es), la Filarmónica de las Américas, la Sinfónica del Estado de México et l'Universidad Nacional de Veracruz, où il s'est exilé entre 1976 et 1980. Ce n'est qu'en 1975 que Ben Molar produit avec lui l'album Los 14 de Julio De Caro. Luis Stazo a écrit pour lui une version du tango "Todo corazón" pour violon solo et orchestre. En raison de son soutien à la révolution cubaine et de ses voyages en Union soviétique, il a été empêché de se produire pendant la dictature militaire argentine. C'est à cette époque que le chef d'orchestre mexicain Luis Herrera De la Fuente, qui dirigeait un orchestre à Xalapa, est venu en Argentine pour fonder le Filarmónica de las Américas avec des musiciens d'Amérique latine et des États-Unis. Bajour devint membre des deux orchestres et partit pour le Mexique. De là, il est retourné en Argentine en 1980.
Entre 1983 et 1992, il forme le duo de chambre Bajour-Antognazzi, interprétant le cycle complet des sonates de Beethoven pour violon et piano.
Il a excellé en tant que professeur de violonistes tels que Daniel Zisman, Alejandro Rutkauskas, Pablo Agri, Pablo Saraví, Luis Favero et Olga Pinchuk.
En 2009, il reçoit le Prix Konex à titre posthume .
Il se marie en 1950 avec Totona, avec qui il a deux enfants, Cecilia et Claudio. Il a eu deux autres enfants d'un précédent mariage.